# Palpomyia xanthothorax
Palpomyia xanthothorax är en tvåvingeart som beskrevs av Remm 1976. Palpomyia xanthothorax ingår i släktet Palpomyia och familjen svidknott. Inga underarter finns listade i Catalogue of Life.